# Fusigobius
Fusigobius is een geslacht van straalvinnige vissen uit de familie van grondels (Gobiidae). Het geslacht is voor het eerst wetenschappelijk beschreven in 1930 door Whitley.

## Soorten
- Fusigobius aureus Chen & Shao, 1997
- Fusigobius duospilus Hoese & Reader, 1985
- Fusigobius inframaculatus (Randall, 1994)
- Fusigobius longispinus Goren, 1978
- Fusigobius maximus (Randall, 2001)
- Fusigobius melacron (Randall, 2001)
- Fusigobius neophytus (Günther, 1877)
- Fusigobius pallidus (Randall, 2001)
- Fusigobius signipinnis Hoese & Obika, 1988